# Bezirk Primiero
Der Bezirk Primiero (deutsch: Primör) war ein Politischer Bezirk in der Gefürsteten Grafschaft Tirol. Der Bezirk umfasste Teile des Primörs im südöstlichen, italienischsprachigen Teil Tirols. Sitz der Bezirkshauptmannschaft war die Gemeinde Fiera di Primiero. Das Gebiet wurde nach dem Ersten Weltkrieg dem Königreich Italien zugeschlagen.

## Geschichte
Die modernen, politischen Bezirke der Habsburgermonarchie wurden 1868 im Zuge der Trennung der politischen von der judikativen Verwaltung geschaffen. Der Bezirk Primiero wurde dabei 1868 aus dem Gerichtsbezirk Primiero gebildet.
Im Bezirk Primiero lebten 1869 11.690 Personen, wobei der Bezirk 2374 Häuser beherbergte.
Der Bezirk Primiero umfasste 1910 eine Fläche von 406,37 km² und beherbergte eine Bevölkerung von 11.157 Personen. Von den Einwohnern hatten 1910 10.663 Italienisch oder Ladinisch, 245 Deutsch und 249 eine andere Sprache als Umgangssprache angegeben oder waren staatsfremd. Der Bezirk bestand 1910 aus einem Gerichtsbezirk mit acht Gemeinden.
Durch die Grenzbestimmungen des am 10. September 1919 abgeschlossenen Vertrages von Saint-Germain wurde der Bezirk Primiero zur Gänze Italien zugeschlagen.

## Gemeinden
Der Bezirk Primiero umfasste Ende Oktober 1916 die acht Gemeinden Canale San Bovo, Fiera di Primiero, Imèr, Mezzano, Sagron-Miss, Siror, Tonadico und Transacqua.